# پالمرستون (استرالیا)
پالمرستون مرکز و بزرگ‌ترین شهر قلمرو شمالی در استرالیا است. این شهر در نزدیکی بندرگاه داروین قرار دارد و در سرشماری ۲۰۱۱ دارای ۲۷.۶۱۸ نفر جمعیت بود که دومین شهر پرجمعیت در این منطقه کم جمعیت به حساب می‌آید. پالمرستون در حال حاضر سریع‌ترین شهر در حال رشد در قلمرو شمالی است، و پیش از این به مدت کوتاهی سریع‌ترین شهر در حال رشد در استرالیا نیز بود. 